# جورج أنسون
جورج أنسون (27 سبتمبر 1850 - 15 يوليو 1934) (بالإنجليزية: George Anson)‏ هو لاعب كريكت نيوزلندي.

## وصلات خارجية
- جورج أنسون على موقع إي آس بي آن كريك إنفو (الإنجليزية)